# Улица Святослава Рихтера
Улица Святосла́ва Ри́хтера (ранее Проектируемый проезд № 6112) — улица в Южном административном округе города Москвы на территории района Москворечье-Сабурово.

## Происхождение названия
Улица получила своё имя в июне 2015 года, была названа в честь Святослава Рихтера — пианиста-виртуоза.

## Описание
Улица начинается как продолжение улицы Москворечье в месте её поворота рядом с Пролетарским проспектом, затем поворачивает под углом 90 градусов в сторону Каширского шоссе. У места пересечения с шоссе находится бывший кинотеатр «Мечта».

## Транспорт
По улице не проходят маршруты общественного транспорта. У северного окончания улицы — остановка «МИФИ», на ней останавливаются автобусы №№ е85, м83, м86, 751, 770, 838, 899. На северо-запад от улицы (вдоль по Каширскому шоссе) расположена станция метро «Каширская», а к юго-востоку (всё так же по шоссе) — платформа «Москворечье» Курского направления. Недалеко от южного окончания улицы — остановка «Улица Москворечье», где на одноимённой улице останавливается маршрут № с891.